# Veghel
Veghel ( udtale ?) var indtil 31. december 2016 en kommune og en by i den sydlige provins Noord-Brabant i Nederlandene.
Per 1.januar 2017 skal Veghel slå sig sammen med Schijndel og Sint-Oedenrode i en ny kommune kaldt Meierijstad.

## Galleri
- Åen Aa med det gamle rådhus og Sint-Lambertuskirke
- Veghels forhenværende rådhus